# Чарлз Строс
Чарлс Дейвид Джордж „Чарли“ Строс (на английски: Charles David George „Charlie“ Stross, роден в Лийдс, Великобритания на 18 октомври 1964 година е писател, който живее в Единбург, Шотландия. Творбите му варират от научна фантастика до хорър в стила на Хауърд Лъвкрафт, и до фентъзи.
Счита се, че Строс е част от новото поколение британски писатели на научна фантастика, които специализират в твърда научна фантастика и космическа опера. Негови съвременници са Алистър Рейнолдс, Кен Маклеод и Лиз Уилямс. Черпи вдъхновение от Уилям Гибсън, Върнър Виндж и Брус Стърлинг, както и от други киберпънк и посткиберпънк писатели.
Първият му публикуван разказ, „Момчетата“ (The Boys), излиза в „Интерзоун“ през 1987 г. Първият му роман, „Сингуларно небе“, е публикуван от „Ейс Букс“ през 2003 г., и е номиниран за „Хюго“. Сборник негови разкази, Toast: And Other Rusted Futures, излиза през 2002 г. По-късни негови разкази са били номинирани за „Хюго“, „Небюла“ и други награди. Повестта му „Бетонната джунгла“ печели наградата „Хюго“ в категорията за повести. Романът „Accelerando“ спечели наградата „Локус“ за най-добър научнофантастичен роман за 2006 г., беше финалист за Мемориалната награда „Джон У. Кемпбъл“ за най-добър роман за годината, и участва в балотажа за наградата „Хюго“ за най-добър роман.
През 1970-те и 1980-те Строс публикува няколко статии за ролеви игри за „Тъмници и дракони: За напреднали“ в списанието „White Dwarf“. Някои от създанията му, като рицарят на смъртта, гитианки (зает като концепция от „Умиране от светлината“, книга на Джордж Р. Р. Мартин), гитцераи и слаад са публикувани по-късно в разширението „Friend's Folio“, и са още популярни сред геймърите.
Освен като писател той е работил по различно време и като автор на техническа литература, журналист на свободна практика, програмист и фармацевт. Завършил е фармация и компютърни науки.
През август 2004 г. дебютира Rogue Farm, филм в стил „машинима“, създаден по едноименния му разказ от 2003 г.
Той е сред поканените за почетни гости на Orbital 2008, националният британски конвент на фантастиката (Eastercon) през март 2008 г.

## Произведения
| 1996 | The Web Architect's Handbook (учебник)            | ISBN 0-201-87735-X |
| 2002 | Toast: And Other Rusted Futures (сборник разкази) | ISBN 1-58715-413-7 |
| 2003 | Сингулярно небе (Singularity Sky)                 | ISBN 954-585-684-X |
| 2004 | Архивите на жестокостта                           | ISBN 1-930846-25-8 |
| 2004 | Железен изгрев                                    | ISBN 1-84149-335-X |
| 2004 | The Family Trade                                  | ISBN 0-7653-0929-7 |
| 2005 | The Hidden Family                                 | ISBN 0-7653-1347-2 |
| 2005 | Акселерандо                                       | ISBN 0-441-01284-1 |
| 2006 | The Clan Corporate                                | ISBN 0-7653-0930-0 |
| 2006 | Glasshouse                                        | ISBN 0-441-01403-8 |